# Symptoms of a Leveling Spirit
Symptoms of a Leveling Spirit è il quinto album di studio del gruppo hardcore punk statunitense Good Riddance, pubblicato nel 2001 dalla Fat Wreck Chords.
L'album è il primo registrato con il batterista Dave Wagenschutz [ex Lifetime e Kid Dynamite] dopo l'abbandono dello storico batterista della band Sean Sellers. La sostituzione di Sellers si rivelò molto dura e prima di Wagenschutz la band aveva trovato un sostituto temporaneo con Dave Raun dei Lagwagon con il quale aveva registrato l'EP The Phenomenon of Craving (2000). La prova di Raun dietro le pelli era stata peraltro giudicata da molti fan poco soddisfacente e non all'altezza di quella che avrebbe fornito Sellers.
Il disco fu la loro unica uscita discografica a comparire nelle classifiche statunitensi, arrivando al #32 della classifica dei dischi indipendenti di Billboard

## Registrazione e Accoglienza
Come The Phenomenon of Craving e come l'album precedente Operation Phoenix, Symptoms of a Leveling Spirit è stato registrato negli studi The Blasting Room, a Fort Collins in Colorado, da un team che comprendeva Bill Stevenson (batterista di Black Flag, Descendents, e ALL, proprietario dello studio), Stephen Egerton (chitarrista di Descendents e ALL) e Jason Livermore.
Russ Rankin, voce della band, in seguito ha definito l'album come il migliore nella discografia dei Good Riddance:
(Russ Rankin)
Le recensioni all'uscita del disco furono ottime. Chris Moran di Punknews.org diede un punteggio di 4 stelle su 5 e scrisse: "senza dubbi, l'album definitivo dei GR... Questo non è il solito album dei GR suonato a 1000 BPM che avete ascoltato negli ultimi anni".
Jo-Ann Greene di AllMusic assegnò un punteggio di 4.5/5 e aggiunse: "vediamo i Good Riddance che perfezionano ancora di più o stile punk melodico verso cui si sono orientati negli anni più recenti. Comunque la maggiore orecchiabilità non toglie nulla ai loro testi affilati. E sia che vengano attaccati colpe di un singolo individuo che i grandi mali della società, il songwriting della band arriva sempre brutalmente a segno. La band adesso ha pubblicato un vero classico."

## Tracce
Tutte le tracce di Rankin tranne dove indicato
1. Fire Engine Red (Rankin, Luke Pabich) - 2:09
2. Enter the Unapproachables (Rankin, Pabich) - 1:35
3. Yesterday's Headlines - 2:26
4. Great Leap Forward - 1:35
5. Cheyenne - 2:18
6. Libertine - 1:54
7. Trial of the Century - 2:26
8. Nobody Likes a Cynic - 2:51
9. Year of the Rat - 2:17
10. Pisces/Almost Home - 2:08
11. Defusing the Popular Struggle - 2:18
12. All the Joy You've Ever Known (Rankin, Chuck Platt) - 0:43
13. Blue Black Eyes - 2:13
14. Spit You Out	(Rankin, Pabich) - 5:18
L'ultima canzone contiene la traccia fantasma In My Head, cover dell'originale dei Psychedelic Furs

## Formazione
- Russ Rankin – voce
- Luke Pabich – chitarra
- Chuck Platt – basso
- Dave Wagenschutz – batteria